# 雁石南站
雁石南站位于中华人民共和国福建省龙岩市新羅區雁石鎮，是南龙铁路上的车站，于2018年12月29日启用，由中国铁路南昌局集团管辖。

## 歷史
- 2018年12月29日启用。